# NGC 6232
NGC 6232 é uma galáxia espiral barrada (SBa) localizada na direcção da constelação de Draco. Possui uma declinação de +70° 37' 57" e uma ascensão recta de 16 horas, 43 minutos e 19,9 segundos.
A galáxia NGC 6232 foi descoberta em 28 de Junho de 1884 por Lewis A. Swift. 